# Watussi (Band)
Watussi ist eine australische Latin-Rock-Band, die 2005 gegründet wurde.

## Geschichte
Im Jahr 2008 wurde Watussi für ihr Debütalbum Tequila – Sangre – Fuego für einen ARIA Award nominiert. In den Jahren 2008 und 2009 tourte die Band mehrfach durch Japan und Korea. Dabei spielten sie unter anderem in Südkorea beim „Ulsan World Music Festival“ und in Japan beim „Horie Music Festival“. Der Brite Brian Eno wählte die Band aus, um 2009 beim „Vivid LIVE“ Festival im Sydney Opera House mitzuspielen. Der Song Echale Fuego war zwei Wochen auf Platz eins beim japanischen Radiosender FM Cocolo. Im Jahr 2010 ging die Band in Südamerika auf Tournee. Hier spielte die Band beim „Festival Iberoamericano de Teatro“ in Bogotá, Kolumbien als erste australische Band überhaupt. Im Jahr 2011 veröffentlichte die Band die EP 1000 Percent Handsome, welche von Joel Hamilton produziert wurde. Ebenfalls 2011 wurde das zweite Album El Olvido veröffentlicht. Im selben Jahr tourte die Band mit Santana durch Australien.
Am 17. November 2012 spielte die Band auf der AWME. Die AWME ist Australiens größte Musikmesse.

## Diskografie
- 2007: Tequila - Sangre - Fuego (Album, Knowfoowl)
- 2011: 1000 Percent Handsome (EP, Pid)
- 2011: El Olvido (Album, Metropolitan Groove Merchants)